# Гунген
Гунген (нім. Hungen) — місто в Німеччині, знаходиться в землі Гессен. Підпорядковується адміністративному округу Гіссен. Входить до складу району Гіссен.
Площа — 86,75 км2. Населення становить 12 642 ос. (станом на 31 грудня 2020).